# Доријан Грегори
Доријан Грегори (енгл. Dorian Gregory; Вашингтон, 26. јануар 1971) је амерички глумац који је најпознатији по својој улози Дерила Мориса у ТВ серији Чари.